# Geomyza subnigra
Geomyza subnigra är en tvåvingeart som beskrevs av Drake 1992. Geomyza subnigra ingår i släktet Geomyza och familjen gräsflugor. Arten är reproducerande i Sverige. Inga underarter finns listade i Catalogue of Life.